# László Szilasi
László Szilasi (* 1. ledna 1964, Békéscsaba) je maďarský literární historik a spisovatel. Vystudoval staromaďarskou literaturu a srovnávací literaturu na Filozofické fakultě Univerzity Józsefa Attily v Segedíně, absolvoval v roce 1989. Od toho roku byl na své alma mater asistentem na katedře staromaďarské literatury. V současnosti přednáší na tamní Katedře maďarské literatury. V letech 1989 až 1998 byl redaktorem Pompejských novin. V roce 2000 začal svou beletristickou kariéru. V roce 2012 získal Cenu Józsefa Attily. Český překlad jeho románu Třetí most z dílny Marty Pató získal v roce 2024 cenu Magnesia Litera za překladovou knihu. Šlo o jeho první dílo přeložené do češtiny.

### Próza
- Kész regény (2000), s Gáborem Némethem
- Szentek hárfája (2010)
- A harmadik híd (2014), česky Třetí most, Protimluv 2023
- Amíg másokkal voltunk (2016)
- Luther kutyái (2018)
- Kései házasság (2020)
- Tavaszi hadjárat (2021)